# Moeder Godskerk (Voorschoten)
De Moeder Godskerk is een voormalige rooms-katholieke kerk aan de Baron Schimmelpenninck van der Oyelaan 18 in Voorschoten. De kerk staat op de concept-erfgoedlijst voor beeldbepalende panden van de gemeente Voorschoten. De kerk werd in 1967 ingewijd door de eerste bisschop van Rotterdam, M. Jansen. In 2016 werd ze aan de katholieke eredienst onttrokken, maar in 2019 weer in gebruik genomen door GODcentre, een pinkstergemeente.

## Ontstaan
In 1962 werd op last van het bisdom de Moeder Godsparochie van de Laurentiusparochie afgesplitst. De nieuw ontstane parochie (van meer dan 2.000 mensen) kerkte de eerste vijf jaar in de eetzaal van het Marine Opkomstcentrum in Voorschoten. Tegelijkertijd ging kapelaan J.A. Blonk aan de slag als bouwpastoor voor een nieuwe kerk.

## Geschiedenis
In de Voorschotense wijk Boschgeest werd tussen 1966 en 1967 de Moeder Godskerk gebouwd naar een ontwerp van architect H.N.M. Nefkens, die onder andere ook de Sint-Bavokerk te Rotterdam-Pendrecht ontwierp. Het ontwerp toont gelijkenis met een Noord-Hollandse stolpboerderij: vierkant en met een puntdak. Tijdens de bouw brak er door laswerkzaamheden twee keer brand uit in het dak van de nieuwe kerk.
De kerkzaal paste qua opzet bij de moderne liturgiebeleving die in de jaren '60 van de 20e eeuw vorm kreeg: het altaar stond in het midden van een vierkante ruimte, niet vooraan in de kerk.  Bijzonder waren de ruime opbouw, de lichtval (van boven) en de gebrandschilderde ramen van kunstenaar Ted Felen: En God schiep het licht. Maria, de naamgeefster van de kerk, werd geëerd met een houten beeld uit het begin van de negentiende eeuw. Het gebouw paste door ontwerp en materiaalgebruik goed in de wijk. De bouw werd uitgevoerd door bouwbedrijf Niersman uit Voorschoten.
In 2000 werden de beide Voorschotense parochies weer samengevoegd tot de Heilige Laurentius en de Moeder Gods parochie. In 2012 vormden vervolgens alle katholieke gemeenschappen in Voorschoten, Katwijk aan den Rijn, Oegstgeest en Wassenaar tezamen de Heilige Augustinusparochie.
Plannen om de kerk te onttrekken aan de eredienst zorgde voor een onzekere situatie. Het Cuypersgenootschap, dat probeert bouwkundig erfgoed in Nederland te beschermen, heeft in 2010 bij de gemeente Voorschoten gepleit voor behoud van het gebouw. In 2012 zette de gemeente de kerk op de concept-erfgoedlijst voor beeldbepalende panden. De Augustinusparochie, eigenaar van de kerk, maakte bekend dat de Moeder Godskerk vanaf april 2016 niet meer voor de eredienst gebruikt zou worden. Op 3 april 2016 werd het kerkgebouw door bisschop Van den Hende aan de eredienst onttrokken. In 2019 verkocht de parochie het gebouw aan projectontwikkelaar Niersman, dezelfde onderneming die het in 1966 bouwde. Het werd daarna als kerkelijk centrum in gebruik genomen door GODCentre, een geloofsgemeenschap uit Leiden.
Het orgel dat er te vinden was, is van de fa. Reil geweest uit het Gelderse Heerde en dateert uit 1974. Dit instrument is herplaatst in de Joannes de Doperkerk in Katwijk aan den Rijn.

## Afbeeldingen

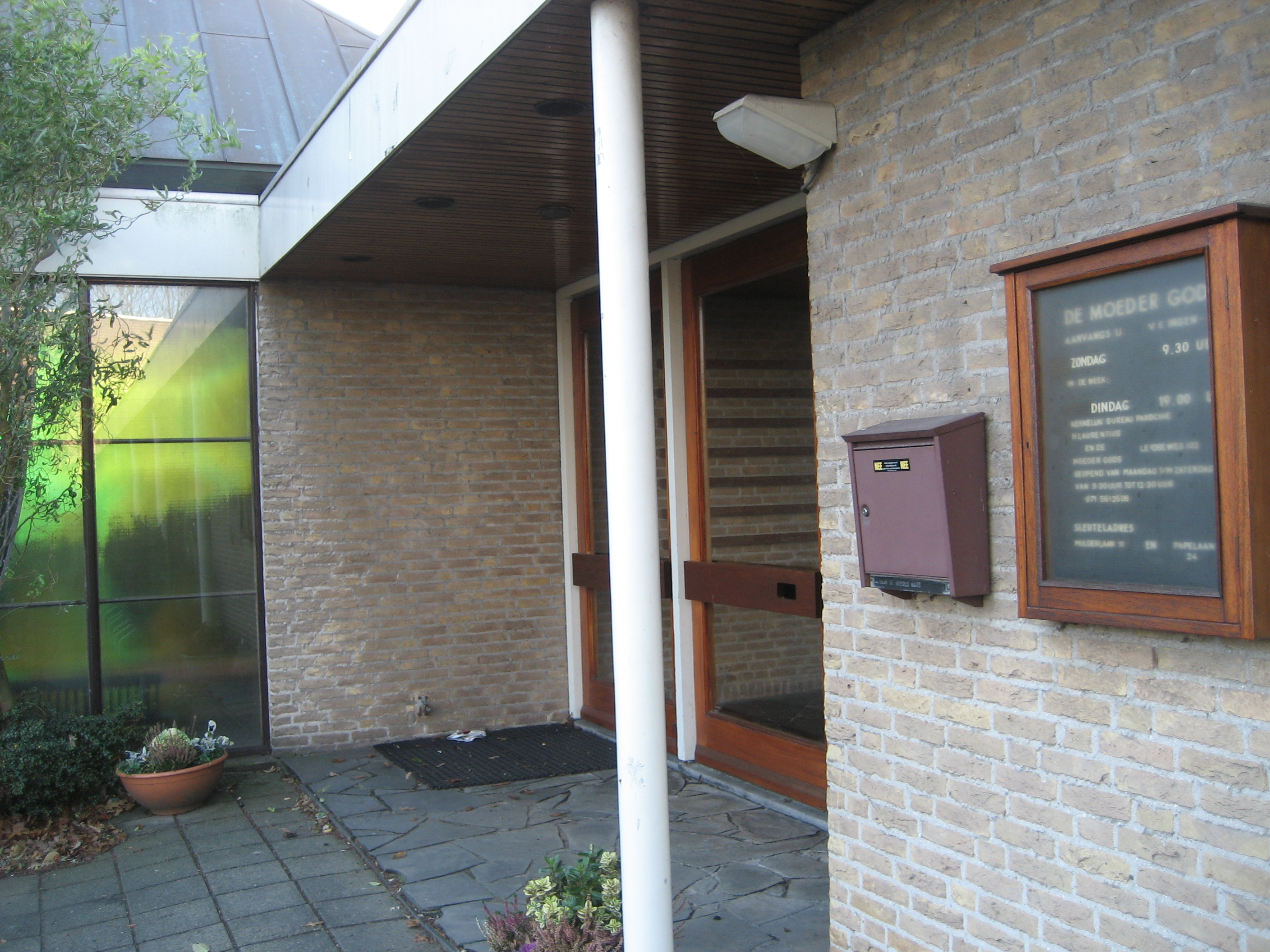
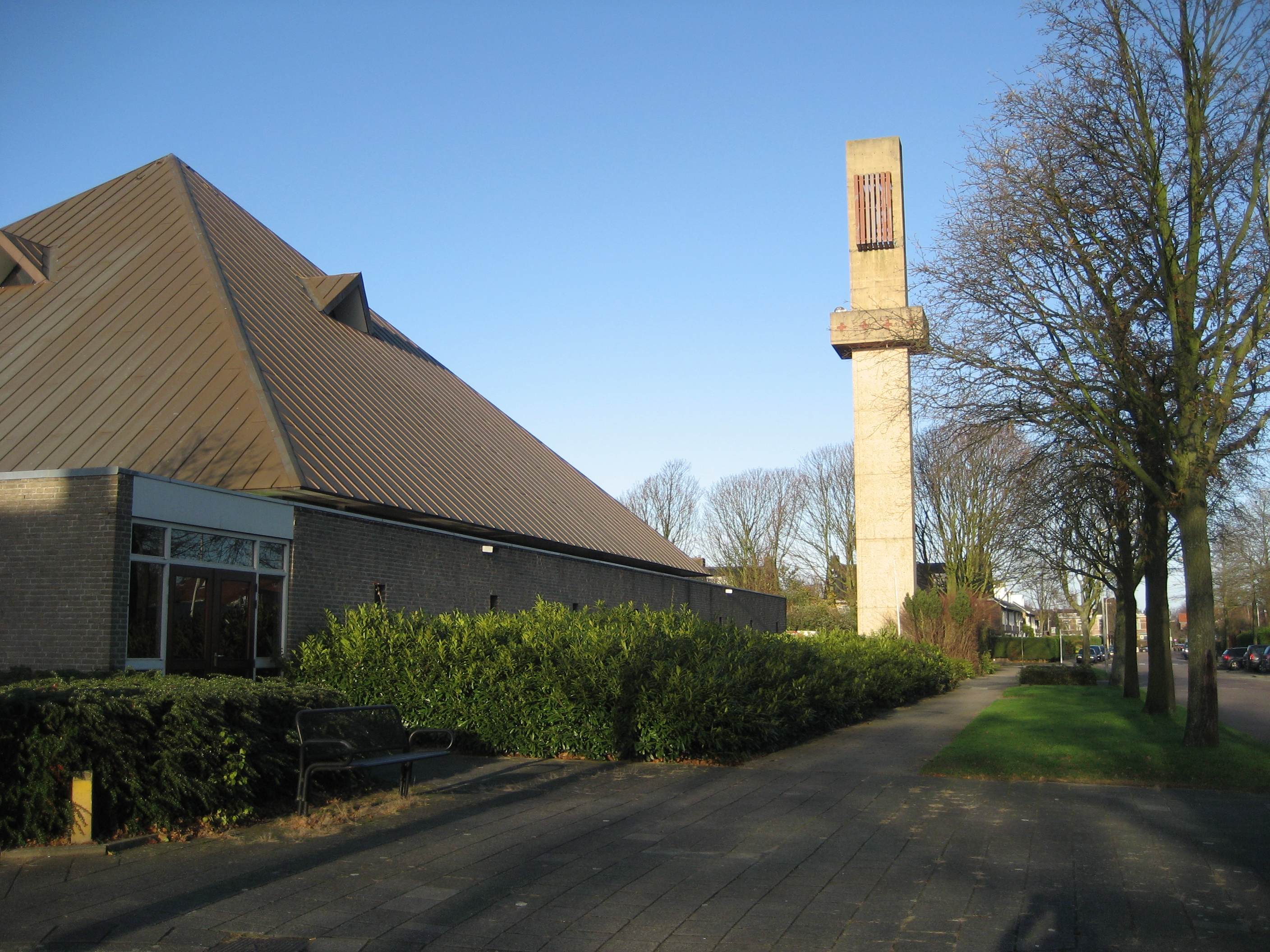
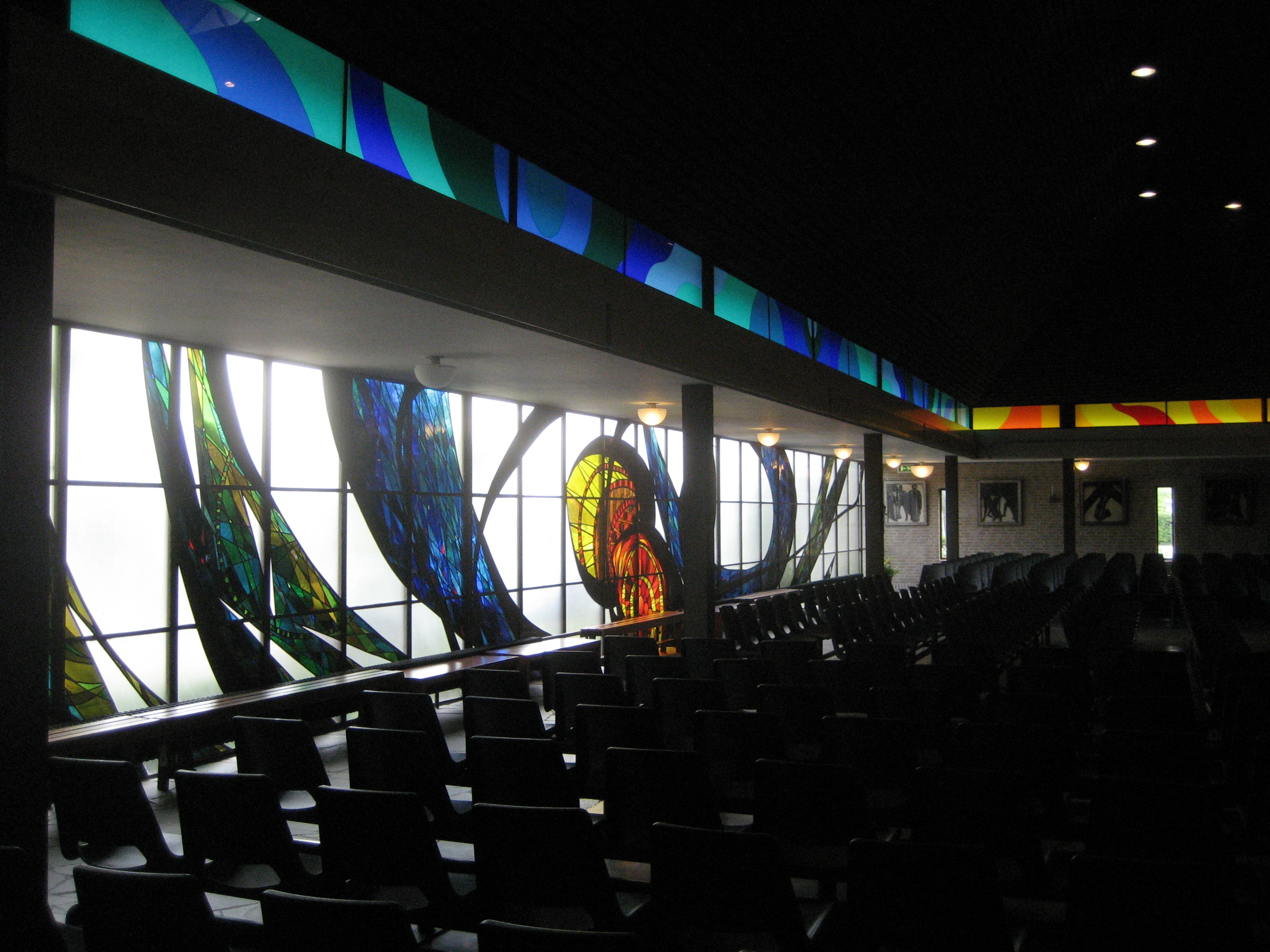
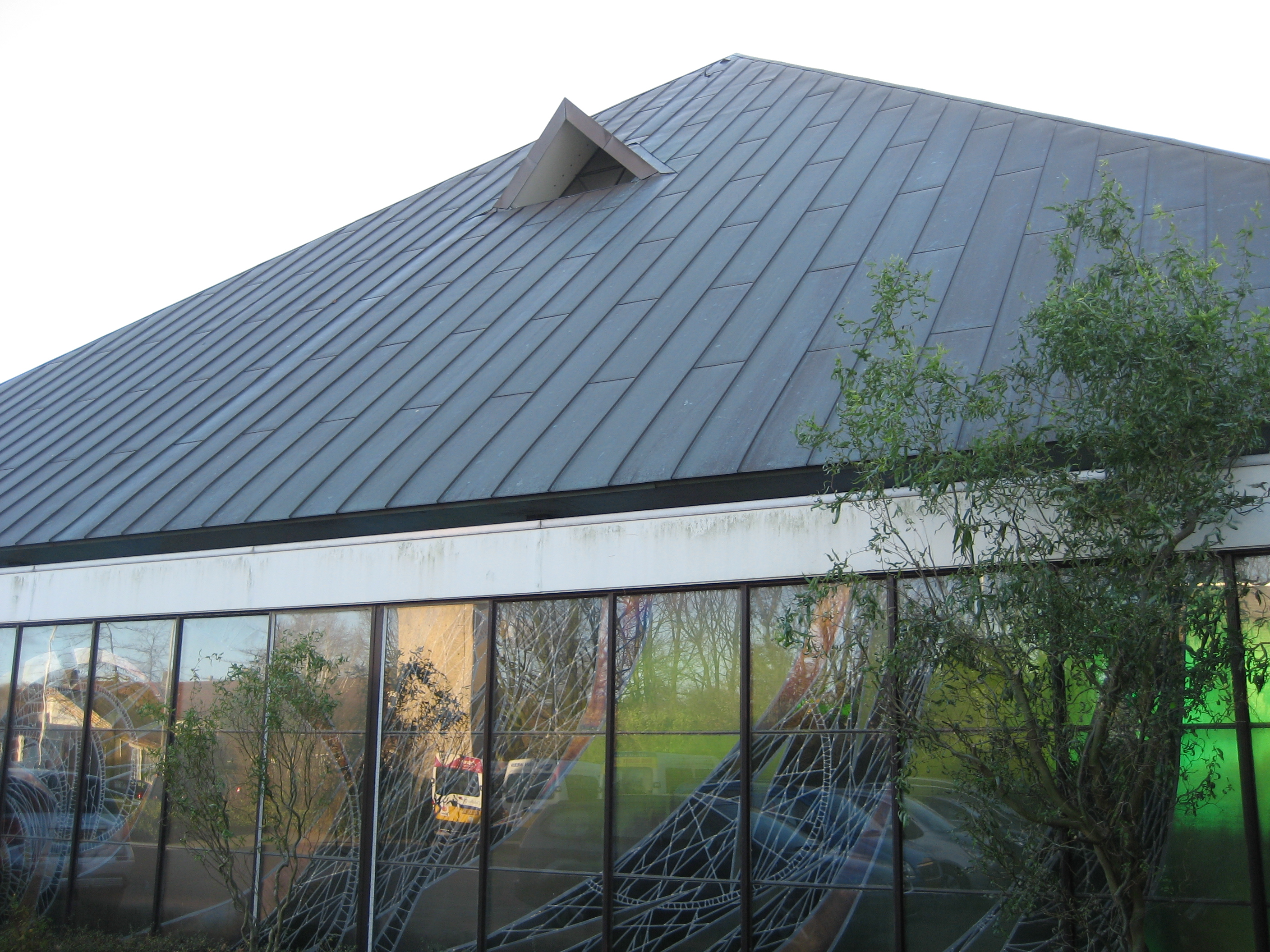
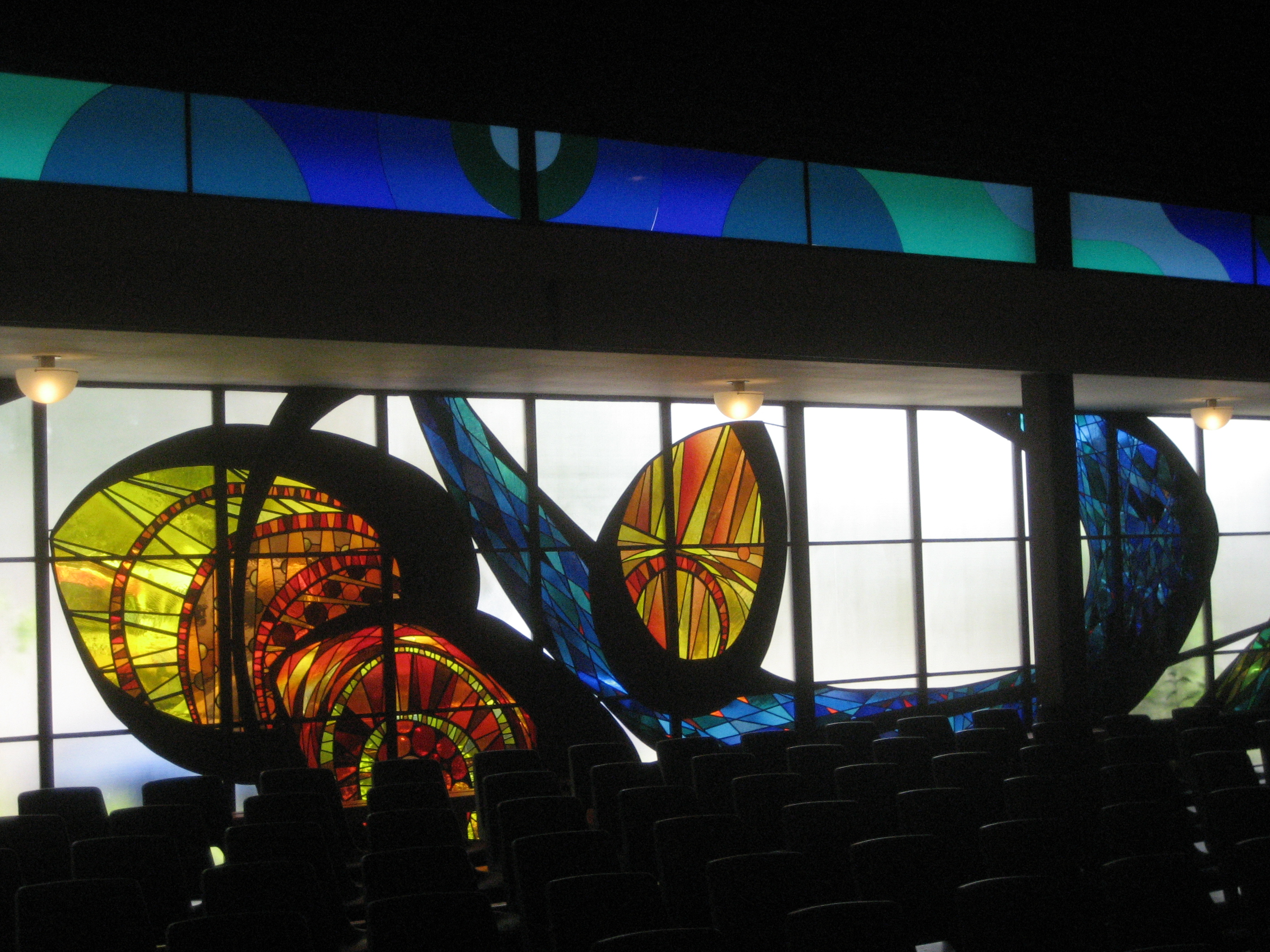